# Silo de Zuera II
El silo de Zuera II es un silo de grano situado en el municipio español de Zuera, en la provincia de Zaragoza (Aragón). Se encuentra ubicado junto a las vías del tren y la estación de ferrocarril.

## Historia
Su construcción fue promovida por el Servicio Nacional de Productos Agrarios (SENPA), heredero del antiguo Servicio Nacional del Trigo que había operado durante el régimen franquista. En la zona ya se había levantado décadas antes un silo de grano del tipo D. La nueva unidad entró en servicio en 1982, contando con una capacidad de almacenamiento de 20.000 toneladas. Tras haber permanecido años inactivo, en 2017 fue adquirido por una empresa agroalimentaria aragonesa.

## Características
Se trata de un silo del tipo T. Las unidades de esta tipología poseen una altura máxima de 52 metros, estando constituida su estructura por un conjunto de celdas cuadrangulares y trapezoidales de hormigón armado; cada celda cuadrangular tiene un diámetro de 4,30 metros, mientras que en las celdas trapezoidales la superficie es algo menor. Presenta un alto grado de mecanización, lo que le confiere una gran funcionalidad de cara a las labores de depósito. El silo posee una capacidad de almacenamiento de 20.000 toneladas. Las instalaciones están enlazadas con la red ferroviaria a través de un ramal que parte de la cercana estación de Zuera. Esta derivación se prolonga en una vía destinada a la carga del grano.